# رجاء عبده
رجاء عبده (3 نوفمبر 1919 - 13 يناير 1999)، ممثلة ومغنية مصرية.

## حياتها ونشأتها
من مواليد شبرا، دخلت عالم التمثيل عبر الغناء، حيث بدأت تغني وهي لم تتم سن العاشرة من عمرها في المحطات الأهلية والحكومية، عملت مطربه في الإذاعة الأهلية. كانت مرشحة لبطولة فيلم الوردة البيضاء لكن لقائها بمحمد عبد الوهاب تأخر لفيلم ممنوع الحب، ومن أشهر أغنياتها «البوسطجيه اشتكوا» عملت في العديد من الأوبريتات الغنائية مثل شهرزاد. عملت في مسرحية «زوبا الكلوباتيه»، وفي التلفزيون عملت في مسلسل «مع حبى وتقديري». إتسمت بتلقائية ملحوظة في أدائها، خاصه أمام عبد الوهاب، ثم أمام كمال الشناوي في «حبايبى كتير». أول أعمالها السينمائية «وراء الستار» 1937. قامت بدور شهر زاد على المسرح في أوبريت «شهر زاد» لسيد درويش، اعتزلت التمثيل لفترة، ثم عادت إليه. عدد أفلامها 13 فيلما.

## فيلموجرافيا
1. وراء الستار فيلم 1937
2. صرخة في الليل فيلم 1940
3. ممنوع الحب فيلم 1942 فكرية
4. الأبرياء فيلم 1944
5. رجاء فيلم 1945
6. ليلة الحظ فيلم 1945 هدى
7. المظاهر فيلم 1945
8. الحب الأول 1945
9. أصحاب السعادة فيلم 1946
10. بياعة اليانصيب فيلم 1947
11. ورد شاه فيلم 1948
12. ليت الشباب فيلم 1948
13. حبايبي كتير فيلم 1950
14. كباريه الحياة فيلم 1977 سهير

## روابط خارجية
- رجاء عبده على موقع IMDb (الإنجليزية)
- رجاء عبده على موقع الدهليز
- رجاء عبده على موقع قاعدة بيانات الأفلام العربية
- رجاء عبده على موقع ديسكوغز (الإنجليزية)